# Jelena
Jelena oder Yelena (kyrillisch,  russisch Елена, serbisch: Јелена) ist ein russischer weiblicher Vorname. Er ist in Belarus, Serbien, Lettland, Kroatien und Russland weit verbreitet.

## Herkunft, Bedeutung und Vorkommen in der Vergangenheit

Evelyn de Morgan: Helena von Troja (1898). Als eitle femme fatale kennzeichnen Helena der Spiegel, die schnäbelnden Tauben und die Veste Troja.

Der Name Jelena ist die russische Form des altgriechischen Namens Helena, der von ήλιος (helios, „Sonne“) abgeleitet ist. Der Herkunft nach meint der Name daher weibliche Wesen, die vor Schönheit glänzen oder die gar die Verkörperung femininer Schönheit sind. Von den ältesten schriftlichen Quellen bis heute ist der Name Helena bei den christlichen Völkern sehr verbreitet. Bekannt ist er vor allem wegen Homers Sage Ilias, in der eine Helena, Frau des spartanischen Königs Menelaos und angeblich die schönste Frau der Welt, von dem trojanischen Prinzen Paris entführt wird. Ihre Entführung löst den langen und blutigen Trojanischen Krieg aus.
In den Kirchenkalender ist eine andere Helena eingegangen: die Mutter des römischen Kaisers Konstantin des Großen, der mit dem Edikt von Mailand im Jahre 313 die religiöse Toleranz ausgerufen und damit als erster die Verfolgung der Christen eingestellt hatte.
In der serbokroatischen Sprache fängt der Name von jeher mit dem Buchstaben J an, während alle anderen europäischen Sprachen ein H oder E an den Anfang setzen (wobei das russische Е allerdings als Je ausgesprochen wird). Im Übrigen bedeutet das slawische Wort jelen Hirsch.
Die früheste Erwähnung des Namens Jelena in den historischen Quellen balkanischer Slawen ist die der Tochter des ungarischen Königs, des Béla I., Jelena der Schönen (kroatisch Jelena Lijepa). Sie war ab 1063 vermählt mit Svinimir, genannt Dmitar, dem Ban von Slawonien und späteren König der kroatischen Slawen. Auch im serbischen Adel findet sich der Name sehr häufig. Beispielsweise war eine Jelena von Serbien die Tochter des großen Gespanen Uros I., die 1130 die Frau des ungarischen Königs Béla II. wurde.

## Namenstag
18. August

## Varianten
Nebenformen und Varianten von Jelena sind unter anderem Alena, Alenka, Alina, Aljona, Ela, Elena, Ena, Jela, Jele, Jeca, Jelica, Jelinka, Jelka, Jelenica, Jelenka, Jelence, Lela, Lena, Lenka, Lenotshka, Olena, Yelena.

## Namensträgerinnen
- Jelena Badanina (* 1992), russische Biathletin
- Jelena Baschkirowa (* 1958), russische Pianistin
- Jelena Batalowa (* 1964), russische Skiathletin
- Jelena Baturina (* 1963), russische Unternehmerin und Milliardärin
- Jelena Bazewitsch (* 1968), sowjetische Biathletin
- Jelena Beckmann-Schtscherbina (1881–1951), russische Pianistin
- Jelena Bereschnaja (* 1977), russische Eiskunstläuferin
- Jelena Betschke (* 1966), sowjetische Eiskunstläuferin
- Jelena Bodražić (* 1971), serbische Opern- und Konzertsängerin (Mezzosopran)
- Jelena Bogomasowa (* 1982), russische Schwimmerin
- Jelena Georgijewna Bonner (1923–2011), sowjetische Dissidentin und Menschenrechtlerin
- Jelena Bowina (* 1983), russische Tennisspielerin
- Jelena Breschniwa (* 1990), russische Radsportlerin
- Jelena Buruchina (* 1977), russische Skilangläuferin
- Jelena Čanković (* 1995), serbische Fußballnationalspielerin
- Jelena Chrustaljowa (* 1980), russisch-belarussisch-kasachische Biathletin
- Jelena Chudaschowa (* 1965), russische Basketballspielerin
- Jelena Cvetković (* 1991), serbische Fußballschiedsrichterin
- Jelena Alexandrowna Danilowa (* 1991), russische Leichtathletin
- Jelena Dawgul (* 1983), russische Athletin
- Jelena Dembo (* 1983), russische Schachspielerin und -trainerin
- Jelena Dementjewa (* 1981), russische Tennisspielerin
- Jelena Dmitrijewa (* 1983), russische Handballspielerin
- Jelena Dokić (* 1983), australische Tennisspielerin
- Jelena Dolgopolowa (* 1980), russische Kunstturnerin
- Jelena Dreiden (* 1981), russische Schauspielerin
- Jelena Dubok (* 1976), kasachische Biathletin
- Jelena Fatalibekowa (* 1947), russische Schachspielerin
- Jelena Glebova (* 1989), estnische Eiskunstläuferin
- Jelena Gnessina (1874–1967), russische Pianistin, Hochschullehrerin und Komponistin
- Jelena Godina (* 1977), russische Volleyballspielerin
- Jelena Gortschakowa (1933–2002), sowjetische Speerwerferin
- Jelena Hahn (1813–1842), russische Schriftstellerin
- Jelena Hoffmann (* 1947), deutsche Politikerin
- Jelena Iljinych (* 1994), russische Eiskunstläuferin
- Jelena Issinbajewa (* 1982), russische Stabhochspringerin
- Jelena Jakowischina (* 1992), russische Skirennläuferin
- Jelena Janković (* 1985), serbische Tennisspielerin
- Jelena Jarkowa (* 1991), russische Crosslauf-Sommerbiathletin
- Jelena Jaschkina (* 1983), russische Biathletin
- Jelena Jefajewa (* 1989), russische Eiskunstläuferin
- Jelena Jovanova (* 1984), mazedonische Schauspielerin
- Jelena Judina (* 1988), russische Rodlerin
- Jelena Junger (1910–1999), sowjetische bzw. russische Schauspielerin
- Jelena Karleuša (* 1978), serbische Popsängerin
- Jelena Karpowa (* 1980), russische Basketballspielerin
- Jelena Katina (* 1984), russische Sängerin
- Jelena Kiper (* 1975), russische Musikproduzentin
- Jelena Kirillowa (* 1986), russische Basketballspielerin
- Jelena Kolomina (* 1981), kasachische Skilangläuferin
- Jelena Kondakowa (* 1957), russische Kosmonautin
- Jelena Kononowa (1969–2014), russische Fußballspielerin
- Jelena Koroljowa (1937–2008), sowjetische Schauspielerin
- Jelena Krutschinkina (* 1995), russisch-belarussische Biathletin
- Jelena Kulakowa (* 1990), russische Crosslauf-Sommerbiathletin
- Jelena Kuljić (* 1976), serbische Sängerin
- Jelena Kumer (* 1994), kroatische Fußballschiedsrichterin
- Jelena Kwitnizkaja, geborene Jelena Dmitrijewna Sucharewa (1919–1981), sowjetische Architektin, Kunsthistorikerin und Hochschullehrerin
- Yelena Lanskaya (* 1968), US-amerikanische Regisseurin, Filmeditorin und Produzentin
- Jelena Laschmanowa (* 1992), russische Geherin
- Jelena Leonowa (* 1973), russische Eiskunstläuferin
- Jelena Lichowzewa (* 1975), ehemalige russische Tennisspielerin
- Jelena Makarowa (* 1973), russische Tennisspielerin
- Jelena Manajenkowa (* 1964), russische Geografin und Meteorologin
- Jelena Maximowa (1905–1986), sowjetische Filmschauspielerin
- Jelena Međedović, serbische Fußballschiedsrichterin
- Jelena Michailitschenko (* 2001), russische Handballspielerin
- Jelena Milaschina (* 1978), russische Investigativjournalistin
- Jelena Wjatscheslawowna Muchina (1960–2006), russische Turnerin
- Jelena Wladimirowna Muchina (1924–1991), russische Autorin
- Jelena Muraschko (* 1970), kasachische Biathletin
- Jelena Nikitina (Badminton) (* um 1970), russische Badmintonspielerin
- Jelena Walerjewna Nikitina (* 1992), russische Skeletonpilotin
- Jelena Nurgalijewa (* 1976), russische Marathon- und Ultramarathonläuferin
- Jelena Obraszowa (1939–2015), russische Opernsängerin (Mezzosopran)
- Jelena Okolyschewa (* 1962), russische Opernsängerin (Mezzosopran)
- Jelena Opolownikowa (1943–2011), sowjetisch-russische Architektin, Denkmalschützerin und Hochschullehrerin
- Jelena Orlowa-Afinogenowa (* 1953), russische Malerin
- Jelena Parfjonowa (* 1974), kasachische Leichtathletin
- Jelena Pejković (* 1984), kroatische Fußballschiedsrichterin
- Jelena Perepelkina (* 1982), russische Ringerin
- Jelena Petrowa (* 1966), sowjetisch-russische Judoka
- Jelena Petuschkowa (1940–2007), russische Dressurreiterin, Sportfunktionärin und Biochemikerin
- Jelena Ponsowa (1907–1966), sowjetische Schauspielerin, Synchronsprecherin und Schauspiellehrerin
- Jelena Prochorowa (* 1978), russische Siebenkämpferin
- Jelena Prokina (* 1964), russische Opernsängerin (Sopran)
- Jelena Proskurakowa (* 1985), kirgisische Judoka
- Jelena Radionowa (* 1999), russische Eiskunstläuferin
- Jelena Nikolajewna Romanowa (1963–2007), russische Leichtathletin
- Jelena Wladimirowna Romanowa (1882–1957), Großherzogin russischer Herkunft
- Jelena Romanowskaja (* 1984), russische Eiskunstläuferin
- Jelena Rozga (* 1977), kroatische Sängerin
- Jelena Rschewskaja (Pseudonym), geborene Jelena Moissejewna Kagan (1919–2017), sowjetisch-russische Schriftstellerin
- Jeļena Rubļevska (* 1976), lettische Leichtathletin und Fechterin
- Jelena Rudkowskaja (* 1973), russische Schwimmerin
- Jelena Rybakina (* 1999), russisch-kasachische Tennisspielerin
- Jelena Rybkina (* 1964), russische Badmintonspielerin
- Jelena Safarowa (* 1975), russische Biathletin
- Jelena Samolodtschikowa (* 1982), russische Kunstturnerin
- Jelena Šantić (1944–2000), serbische Primaballerina, Friedensaktivistin
- Jelena Saparina (* 1931), russische Schriftstellerin
- Jelena Pawlowna Saweljewa, russische Pianistin und Hochschullehrerin
- Jelena Wladimirowna Saweljewa (* 1984), russische Boxerin
- Jelena Schalamowa (* 1982), russische Rhythmische Sportgymnastin
- Jelena Schalina (* 1969), russische Skiathletin
- Jelena Scharafutdinowa (* 1983), russische Bogenbiathletin
- Jelena Schimko (* 1982), russische Badmintonspielerin
- Jelena Schtajerman (1914–1991), sowjetische Althistorikerin
- Jelena Schwarz (1948–2010), russische Lyrikerin
- Jelena Sintschukowa (* 1961), ehemalige russische Weit- und Dreispringerin
- Jelena Skrynnik (* 1961), russische Unternehmerin und Politikerin
- Jelena Slessarenko (* 1982), russische Hochspringerin
- Yelena Smolyanova (* 1986), usbekische Kugelstoßerin
- Jelena Soboljowa (* 1992), russische Skilangläuferin
- Jelena Alexandrowna Sokolowa (* 1986), russische Weitspringerin
- Jelena Petrowna Sokolowa (* 1991), russische Schwimmerin
- Jelena Sergejewna Sokolowa (* 1980), russische Eiskunstläuferin
- Jelena Wladimirowna Sokolowa (* 1979), russische Langstreckenläuferin
- Jelena Stichina (* 1986), russische Opernsängerin (Sopran)
- Jelena Stupljanin (* 1978), serbische Schauspielerin
- Jelena Sucharewa (* 1976), russische Badmintonspielerin
- Jelena Surkowa (* 1988), russische Boxerin
- Jelena Tairowa (1991–2010), russische Schachspielerin
- Jelena Tomašević (* 1983), serbische Sängerin
- Jelena Kostanić Tošić (* 1981), kroatische Tennisspielerin
- Jelena Tschaikowskaja (* 1939), russische Eiskunstläuferin und -trainerin
- Jelena Walerjewna Tschalych (* 1974), sowjetisch-aserbaidschanische Radrennfahrerin
- Jelena Tschalowa (* 1987), ehemalige russische Tennisspielerin
- Jelena Tschernezowa (* 1971), kasachische Skilangläuferin
- Jelena Tschernjawskaja (* 1987), russische Badmintonspielerin
- Jelena Tschischowa (* 1957), russische Schriftstellerin
- Jelena Tregubowa (* 1973), russische Journalistin und Autorin
- Jelena Välbe (* 1968), russische Skilangläuferin
- Yelena Vıstropova (* 1988), aserbaidschanische Boxerin
- Jelena Vujičić (* 2001), montenegrinische Skirennläuferin
- Jelena Wajenga (* 1977), russische Popsängerin und Schauspielerin
- Jelena Walowa (* 1963), sowjetische Eiskunstläuferin
- Jelena Waizechowskaja (* 1958), sowjetische Wasserspringerin
- Jelena Wesnina (* 1986), russische Tennisspielerin
- Jelena Wodolasowa (* 1958), sowjetische Schauspielerin und Sängerin
- Jelena Wodoresowa (* 1963), ehemalige russische Eiskunstläuferin
- Jelena Wolkowa (* 1968), russische Schwimmerin
- Jelena Wolodina-Antonowa (* 1971), kasachische Skilangläuferin
- Jelena Zrinski (1643–1703), kroatische Gräfin